# ご当地レスラー
ご当地レスラー（ごとうちレスラー）は、プロレスの試合で興行開催地の名勝地や特産物にちなんだキャラクターのプロレスラーを指す。基本的には覆面レスラーとして登場する。

## 概要
プロレスの世界では、古くは国家そのものをキャラクターとしたプロレスラーもおり、ナショナリズムを利用して個性を表現していた。日本では東北地方の地域密着型プロレス団体である、みちのくプロレスの出現によって、地域の細分化が進むようになっていた。その後、大阪プロレスが、えべっさん、くいしんぼう仮面、タイガースマスク」といった地元である大阪の名物に由来するレスラーを多数登場させて人気を博したことで、多くのプロレス団体で同じようなコンセプトのプロレスラーが登場するようになった。
地方巡業の際にその土地限定で既存のレスラーが扮する場合もあり、地域おこしの一環としても利用されている。近年では地元企業タイアップとしてのキャラクターも登場しており、ジャンルの広がりを見せている。

## ご当地レスラー一覧

### 地名
みちのくプロレス
- 気仙沼二郎（宮城県気仙沼市）

KAIENTAI DOJO
- 房総ボーイ雷斗（千葉県房総半島）
- みやこマン（千葉県千葉市都町）
- ヨツカイダー（千葉県四街道市）
- 千倉マン（千葉県南房総市千倉町）

沼津プロレス
- 駿河永悟（静岡県静岡市駿河区）

九州プロレス
- 中洲ヨースケ（福岡県福岡市中洲）
- 佐々木日田丸（大分県日田市）

GJPプロレスリング
- オーアライダー（茨城県大洗町）

OSAKA女子プロレス
- 道頓堀ショイ（大阪府大阪市道頓堀）
- フェアリー日本橋（大阪府大阪市日本橋）

### 特産物
沖縄プロレス
- シーサー王（沖縄県のシーサー）
- 怪人ハブ男（沖縄県のハブ）
- ゴーヤーマスク（沖縄県のゴーヤー）
- キジムナー（沖縄県のキジムナー）
- ミル・マングース（沖縄県のマングース）
- アグー（沖縄県産の黒豚）
- イリオモテ・ワイルド・キャット（沖縄県のイリオモテヤマネコ）
- ヤンバルクイーンナ（沖縄県のヤンバルクイナ）
- ゴールデンパイン（沖縄県産のパイナップル）
- モズクマン（沖縄県産のモズク）
- ジンベイザメ〜ン（沖縄県のジンベイザメ）

琉球ドラゴンプロレスリング
- グルクンマスク（沖縄県魚のグルクン）
- ハイビスカスみぃ（沖縄県のハイビスカス）
- プリンセスマンゴー（沖縄県産のマンゴー）

静岡プロレス
- お茶マン（静岡県産のお茶）
- みかんマン（静岡県産のみかん）

沼津プロレス
- "お茶戦士"カテキング（静岡県産のお茶）
- "みかん戦士"寿太郎（静岡県産のみかん）
- "牛神"ザ・グレート・アシタカ（静岡県産の愛鷹牛）

北都プロレス
- ルー・ルルル（北海道のキタキツネ）

ダイヤモンド・リング
- なまずマン（埼玉県産のナマズ）

大阪プロレス
- タコヤキーダー（大阪府のたこ焼き）

九州プロレス
- めんたい☆キッド（福岡県の明太子）

プロレスリングFTO
- 鯖王（大分県産の関さば）
- かぼっさん（大分県産のかぼす）
- 椎茸男（大分県産のしいたけ）
- 高崎もん吉（大分県高崎山のサル）
- メジロー（大分県鳥のメジロ）

### 企業
KAIENTAI DOJO
- きぼーるマン（千葉県の商業施設Qiball）
- GLOBO仮面（ハーバーシティ蘇我、GLOBO）
- マリーンズマスク（千葉ロッテマリーンズ）
- マスクド・ジェフ（ジェフユナイテッド市原・千葉）

大阪プロレス
- タイガースマスク（阪神タイガース）※ただし球団は黙認（公認ではない）、また阪神タイガースの本拠地は大阪府ではなく兵庫県西宮市
- ブラックバファロー（大阪近鉄バファローズ）※上記と同じく黙認

今池プロレス
- ドラゴンズマスク（中日ドラゴンズ）
- グランパスマスク（名古屋グランパスエイト）

OSAKA女子プロレス
- 三崎グリ子（江崎グリコ）

九州プロレス
- ばってん×ぶらぶら（博多銘菓・博多ぶらぶら）
- 白くま（鹿児島氷菓・白くま）

### その他
KAIENTAI DOJO
- 茂原七夕7（茂原七夕まつり）

大阪プロレス
- えべっさん（えびす神）
- くいしんぼう仮面（くいだおれ太郎）
- ビリーケン・キッド（ビリケン）

道頓堀プロレス
- ラ・ピート（南海電鉄のラピート）
- 太陽塔仮面（太陽の塔）

九州プロレス
- 阿蘇山（熊本県の阿蘇山）
- 桜島なおき（鹿児島県の桜島）
- 玄海（玄界灘）
- がばいじいちゃん（佐賀のがばいばあちゃん）

沖縄プロレス
- カンムリワシ用高（具志堅用高）
- キャプテン“美ら海パイレーツ”ザック（沖縄の海）
- めんそ〜れ親父（沖縄そば好きの親父）
- エイサー8（沖縄県の祭りエイサー）

琉球ドラゴンプロレスリング
- 美ら海セイバー（沖縄の海）
- 首里ジョー（首里城）

プロレスリングFTO
- ホバーマン（大分市と大分空港を結んでいたホバークラフト）
- 別府湯布院・温泉マン（別府温泉・湯布院温泉）

センダイガールズプロレスリング
- 杜野都（宮城県仙台市の通称「杜の都」）

OSAKA女子プロレス
- 弁天娘。（弁才天）